# AFewSides
AFewSides ist das zweite Studioalbum der Berliner Musikgruppe Fewjar. Es wurde am 13. September 2013 veröffentlicht und wird unter der selbst erschaffenen Kategorie des „Polygenre“ eingeordnet, allgemein lässt es sich aber diversen Richtungen des Pop zuordnen.
Am 1. Dezember 2023 erschien unter dem Titel Afewsides - afewyears 2013-2023 (Remastered) ein Remaster des Albums, in welchem die Titel Reflections und Cepheus – SIngle Edit zusätzlich erschienen. Mit einer Spielzeit von 52:05 Minuten ist es damit unversentlich länger als das Original.

## Titelliste
1. Cepheus – 4:27
2. Bale In Your Pocket – 3:15
3. Chalkbird (feat. Lara Hamzehpour) – 5:12
4. Anatom, Problem 1 – 0:48
5. S.p.a.m. (feat. Tommy Blackout) – 4:13
6. Control, Problem 2 (Andre Moghimi Rework) – 6:59
7. Tapirsupper – 5:16
8. A Billion (feat. Tell You What Now) – 3:54
9. Absolution – 2:51
10. Polemonium (feat. Frodo) – 3:43
11. Gluttony, Problem 3 (feat. SpaceApparat) – 2:53
12. Risen To A Flood (feat. Andre Moghimi) – 4:20

## Titelliste des Remasters
1. Cepheus – 4:29
2. Bale In Your Pocket – 3:16
3. Chalkbird (feat. Lara Hamzehpour) – 5:13
4. Anatom, Problem 1 – 0:50
5. S.p.a.m. (feat. Tommy Blackout) – 4:14
6. Control, Problem 2 (Andre Moghimi Rework) – 6:58
7. Tapirsupper – 5:13
8. A Billion (feat. Tell You What Now) – 3:57
9. Absolution – 2:54
10. Polemonium (feat. Frodo) – 3:43
11. Gluttony, Problem 3 (feat. SpaceApparat) – 2:55
12. Risen To A Flood (feat. Andre Moghimi) – 4:14
13. Reflections - 1:17
14. Cepheus – Single Edit - 2:46

## Hintergrund
Fewjar selbst bezeichnen AFewSides als ihr „Opus magnum“, also als ihr bedeutendstes Werk. Es war ihr erstes Werk, welches mithilfe der sozialen Netzwerke an ein größeres Publikum gelangte. Dazu trug vor allem der gleichnamige YouTube-Kanal „Fewjar“ bei, auf welchem sie den Schaffensprozess des Albums in Vlog-Form dokumentierten.